# Chrysops armeniensis
Chrysops armeniensis är en tvåvingeart som beskrevs av Olsufjev 1977. Chrysops armeniensis ingår i släktet Chrysops och familjen bromsar.
Artens utbredningsområde är Armenien. Inga underarter finns listade i Catalogue of Life.